# Rosamond McKitterick
Rosamond Deborah McKitterick (født 31. maj 1949) er en britisk historiker, professor i middelalderhistorie ved Cambridge Universitet og en af Englands førende forskere inde for middelalderen. Det meste af hendes arbejde er fokuseret omkring Frankiske kongeriger i 8. og 9. århundrede hvor hun anvender palæografiske metoder og manuskriptlæsning til at belyse forskellige politiske, kulturelle, religiøse og sociale aspekter i fra den tidlige middelalder.